# Heliocarya monandra
Heliocarya monandra är en strävbladig växtart som beskrevs av Bge. Heliocarya monandra ingår i släktet Heliocarya och familjen strävbladiga växter. Inga underarter finns listade i Catalogue of Life.